# 전문간호사제도
전문간호사(Advanced Practice Nurse, APN) or (Advanced Practice Registered Nurse, APRN)란 대한민국의 간호사로서,  대학원 석사과정(전문간호사 과정)을 통해서 전문 지식과 기술을 습득한 후 보건복지부장관이 시행하는 국가고시에 합격하여 법적으로 인정받은 간호사를 말한다.

## 종류
1. 보건전문간호사
2. 마취전문간호사
3. 가정전문간호사
4. 정신전문간호사
5. 응급전문간호사
6. 산업전문간호사
7. 노인전문간호사
8. 호스피스전문간호사
9. 감염관리전문간호사
10. 종양전문간호사
11. 중환자전문간호사
12. 아동전문간호사
13. 임상전문간호사

## 자격사항
간호사 면허를 소지하고 최근 10년 이내에 해당분야의 임상경력이 최소 3년 이상의 경력자로서 대학원 석사과정(전문간호사 과정)을 수료하고 보건복지부장관이 실시하는 국가고시인 전문간호사 자격시험에 합격한 자.

## 업무범위
1. 보건
가. 처치ㆍ주사 등 보건 진료에 필요한 업무 중 의사, 치과의사 또는 한의사의 지도하에 수행하는 업무
나. 보건전문간호 제공을 위한 협력과 조정
다. 보건전문간호 분야의 교육, 상담, 관리 및 연구 등 전문성 향상
라. 그 밖에 지역사회 질병 예방, 보건교육, 건강 증진을 위한 활동 등 보건전문간호에 필요한 업무

2. 마취
가. 처치ㆍ주사 등 마취환자 진료에 필요한 업무 중 의사 또는 치과의사의 지도하에 수행하는 업무
나. 마취전문간호 제공을 위한 협력과 조정
다. 마취전문간호 분야의 교육, 상담, 관리 및 연구 등 전문성 향상
라. 그 밖에 마취 준비, 마취 후 회복 관리 등 마취전문간호에 필요한 업무

3. 정신
가. 처치ㆍ주사 등 정신질환자 진료에 필요한 업무 중 의사 또는 한의사의 지도하에 수행하는 업무
나. 정신전문간호 제공을 위한 협력과 조정
다. 정신전문간호 분야의 교육, 상담, 관리 및 연구 등 전문성 향상
라. 그 밖에 정신질환자 등에 대한 간호, 환자ㆍ가족ㆍ지역사회 등의 정신건강 증진을 위한 활동 등 정신전문간호에 필요한 업무

4. 가정
가. 「의료법 시행규칙」 제24조에 따른 가정간호
나. 가정전문간호 제공을 위한 협력과 조정
다. 가정전문간호 분야의 교육, 상담, 관리 및 연구 등 전문성 향상
라. 그 밖에 환자의 간호요구에 대한 관찰 등 가정전문간호에 필요한 업무

5. 감염관리
가. 처치ㆍ주사 등 감염관리 진료에 필요한 업무 중 의사, 치과의사 또는 한의사의 지도하에 수행하는 업무
나. 감염관리전문간호 제공을 위한 협력과 조정
다. 감염관리전문간호 분야의 교육, 상담, 관리 및 연구 등 전문성 향상
라. 그 밖에 감염 예방ㆍ감시ㆍ관리, 감염관리 교육 등 감염관리전문간호에 필요한 업무

6. 산업
가. 처치ㆍ주사 등 산업보건 진료에 필요한 업무 중 의사, 치과의사 또는 한의사의 지도하에 수행하는 업무
나. 산업전문간호 제공을 위한 협력과 조정
다. 산업전문간호 분야의 교육, 상담, 관리 및 연구 등 전문성 향상
라. 그 밖에 근로자 건강관리, 산업재해 예방, 작업환경 개선 등 산업전문간호에 필요한 업무

7. 응급
가. 처치ㆍ주사 등 응급환자 진료에 필요한 업무 중 의사의 지도하에 수행하는 업무
나. 응급전문간호 제공을 위한 협력과 조정
다. 응급전문간호 분야의 교육, 상담, 관리 및 연구 등 전문성 향상
라. 그 밖에 응급환자 중증도 분류, 응급환자에 대한 처치ㆍ관리 등 응급전문간호에 필요한 업무

8. 노인
가. 처치ㆍ주사 등 노인환자 진료에 필요한 업무 중 의사, 치과의사 또는 한의사의 지도하에 수행하는 업무
나. 노인전문간호 제공을 위한 협력과 조정
다. 노인전문간호 분야의 교육, 상담, 관리 및 연구 등 전문성 향상
라. 그 밖에 노인 질환 관리 및 건강 증진에 필요한 활동 등 노인전문간호에 필요한 업무

9. 중환자
가. 처치ㆍ주사 등 중환자 진료에 필요한 업무 중 의사의 지도하에 수행하는 업무
나. 중환자전문간호 제공을 위한 협력과 조정
다. 중환자전문간호 분야의 교육, 상담, 관리 및 연구 등 전문성 향상
라. 그 밖에 중환자 상태 변화의 감시 등 중환자전문간호에 필요한 업무

10. 호스피스
가. 처치ㆍ주사 등 호스피스 진료에 필요한 업무 중 의사 또는 한의사의 지도하에 수행하는 업무
나. 호스피스전문간호 제공을 위한 협력과 조정
다. 호스피스전문간호 분야의 교육, 상담, 관리 및 연구 등 전문성 향상
라. 그 밖에 호스피스 전환기 환자 관리 및 임종 간호, 환자 가족을 위한 상담 등 호스피스전문간호에 필요한 업무

11. 종양
가. 처치ㆍ주사 등 종양환자 진료에 필요한 업무 중 의사, 치과의사 또는 한의사의 지도하에 수행하는 업무
나. 종양전문간호 제공을 위한 협력과 조정
다. 종양전문간호 분야의 교육, 상담, 관리 및 연구 등 전문성 향상
라. 그 밖에 종양 환자의 증상 관리, 암 생존자 관리 등 종양전문 간호에 필요한 업무

12. 임상
가. 처치ㆍ주사 등 임상 진료에 필요한 업무 중 의사, 치과의사 또는 한의사의 지도하에 수행하는 업무
나. 임상전문간호 제공을 위한 협력과 조정
다. 임상전문간호 분야의 교육, 상담, 관리 및 연구 등 전문성 향상
라. 그 밖에 질환ㆍ합병증 등 임상증상 수집, 치료를 위한 간호 등 임상전문간호에 필요한 업무

13. 아동
가. 처치ㆍ주사 등 아동 환자 진료에 필요한 업무 중 의사, 치과의사 또는 한의사의 지도하에 수행하는 업무
나. 아동전문간호 제공을 위한 협력과 조정
다. 아동전문간호 분야의 교육, 상담, 관리 및 연구 등 전문성 향상
라. 그 밖에 아동ㆍ가족의 건강력 수집, 아동의 건강문제 관리 및 건강증진을 위한 간호 등 아동전문간호에 필요한 업무

## 자격 인정
보건복지부 장관.